# Marbre de Sablé
Le marbre de Sablé est une variété de marbre extrait près de Sablé-sur-Sarthe utilisée pour les objets ou les monuments.  Il est aussi appelé parfois marbre de Solesmes. On distingue spécifiquement le marbre de Bouère, du marbre de Sablé.

## Histoire
Le marbre de Sablé appartient à la même couche géologique que le Marbre noir d’Argentré. Louis-Étienne Héricart de Thury signale qu'à la fin du XVIIIe siècle les carrières de Sablé fournissaient des marbres variés : jaune veiné de rouge et de blanc de sablé, tigré rouge blanc et noir de Sablé, noir veiné de blanc de Saint-Serge et d'Asnières, rouge blanc noir et gris veiné de Juigné-sur-Sarthe, et le noir de Gastines, le plus répandu.
Les carrières de Sablé semblent avoir été exploitées avant celle d'Argentré, et de Saint-Berthevin. Il n'est pas impossible que le marbre de Sablé ait été connu dès le IXe siècle. Ces carrières appartenaient comme celles d'Argentré et de Saint-Berthevin au Comté de Laval.
Il était extrait de plusieurs carrières dont : 
- L'Aiguillonnière, située à Bouessay[5] en Mayenne. Son début d'exploitation date du début du XVIIe siècle. Au cours du XIXe siècle, la carrière s'est diversifiée en fabriquant de la chaux ;
- Gastines-sur-Erve, ouverte dès le début du XVIIe siècle[6] ;
- Port-Etroit, située à Juigné-sur-Sarthe, ouverte en 1685[4].

Si progressivement le marbre de Sablé prend une importance croissante, le grand centre d'exploitation du marbre au XVIIe siècle reste celui du bassin de Laval, avec un marbre noir très recherché par les marbriers et architectes lavallois au XVIIe siècle et XVIIIe siècle pour les retables lavallois.
Le marbre de Versailles provient en partie de Laval et de Sablé.

## Note
1. ↑  Daniel Oehlert, Notes géologiques sur le département de la Mayenne, p. 76
2. ↑  Daniel Oehlert, Notes géologiques sur le département de la Mayenne, p. 77
3. ↑  René Musset, Le Bas-Maine, p. 252.
4. 1 2  René Musset, Le Bas-Maine, p. 251.
5. ↑  En bordure de la D306, en surplomb de la Vaige.
6. ↑  Belin, Les marbriers du pays de Sablé, p. 23.